# Ignacio Zaragoza, Chilchotla
Ignacio Zaragoza är en ort i Mexiko.   Den ligger i kommunen Chilchotla och delstaten Puebla, i den sydöstra delen av landet, 200 km öster om huvudstaden Mexico City. Ignacio Zaragoza ligger 2 594 meter över havet och antalet invånare är 1 004.
Terrängen runt Ignacio Zaragoza är kuperad åt nordost, men åt sydväst är den bergig. Terrängen runt Ignacio Zaragoza sluttar österut. Runt Ignacio Zaragoza är det ganska tätbefolkat, med 65 invånare per kvadratkilometer. Närmaste större samhälle är Rafael J. García, 3,2 km sydost om Ignacio Zaragoza. I omgivningarna runt Ignacio Zaragoza växer i huvudsak blandskog.